# Lilith (pel·lícula)
Lilith és una pel·lícula dramàtica estatunidenca de 1964 escrita i dirigida per Robert Rossen protagonitzada per Warren Beatty i Jean Seberg. Basada en una novel·la de J.R. Salamanca, va ser la darrera pel·lícula de Rossen. Està doblada al català.

## Argument
Un veterà de guerra treballa en una institució mental, on coneix la bella però excèntrica Lilith.

## Repartiment
- Warren Beatty com Vincent Bruce
- Jean Seberg com Lilith Arthur
- Peter Fonda com Stephen Evshevsky
- Kim Hunter com Dra. Bea Brice
- Anne Meacham com Mrs. Yvonne Meaghan
- Jessica Walter com Laura
- Gene Hackman com Norman
- James Patterson com Dr. Lavrier

## Producció
Produïda per Centaur Productions de Rossen i finançada principalment per la distribuïdora Columbia Pictures, Lilith es va rodar in situ durant un període de sis setmanes en una pensió llogada i la mansió Killingsworth Taylor, a Long Island, i a Rockville, a Maryland, on la clínica estava localitzada. Una setmana de rodatge es va fer a l'estudi. Rossen, ja debilitat per la malaltia i la medicació quan va començar el rodatge, va acabar la pel·lícula amb un complet esgotament. Segons Jean Seberg, això es va deure en part als enfrontaments permanents de Rossen i Beatty sobre com interpretar el seu paper.

## Estrena
Lilith havia estat originalment escollida per la MPAA com la estrena oficial estatunidenca al Festival de Cinema de Venècia de 1964, però va ser retirada després que la premsa informés que el director del festival, Luigi Chiarini, havia menyspreat el seu mèrit artístic. Es va projectar al Festival de Cinema de Nova York el 19 de setembre de 1964. Després de la seva posterior estrena al cinema, la pel·lícula va resultar un fracàs comercial.

## Recepció
Les reaccions de la premsa a Lilith van ser majoritàriament negatives quan es va publicar per primera vegada. Després de la presentació de la pel·lícula al Festival de Cinema de Nova York, el crític del New York Times va escriure una crítica reservada, elogiant les "imatges impactants" i la "actuació fresca, volguda i temible" de Jean Seberg, però criticant la manca d'una "demostració lúcida". del que significa tot" i l'actuació feble de Warren Beatty i Peter Fonda.
Les crítiques dels anys posteriors van ser més simpàtiques, qualificant-la d'"ambiciós" i "tristament infravalorada" (Chris Lloyd, Time Out ) i "una obra mestra" (Dave Kehr, Chicago Reader ). Al The New Biographical Dictionary of Film de 1975, David Thomson va descriure Lilith com "una raresa, l'única de les pel·lícules [de Rossen] que sembla apassionada, misteriosa i realment personal. Les altres pel·lícules semblaran cada cop més antigues i autònomes, però Lilith pot créixer". A la seva ressenya de 2015 per a The Village Voice, la crítica Melissa Anderson va veure a Lilith una pel·lícula "fascinantment fracturada" que recordava L'Année dernière à Marienbad, assenyalant la presència de Jean Seberg "que imprimeix de manera més indeleble la pel·lícula amb un altre món".

## Premis i nominacions
Lilith va aconseguir el sisè lloc de la llista de millors pel·lícules de Cahiers du Cinéma de 1965. Jean Seberg va ser nominada al Globus d'Or a la millor actriu per la Associació de la Premsa Estrangera de Hollywood.
La pel·lícula va ser nominada a la llista de 2002 de l'American Film Institute 100 Years de l'AFI... 100 passions, però no inclosa.

## Llegat
L'American Film Institute va conservar Lilith l'any 2000.
El 2013, el Harvard Film Archive va projectar Lilith com a part de la seva retrospectiva sobre Robert Rossen.